# Amt Neukloster-Warin
Het Amt Neukloster-Warin is een samenwerkingsverband van 9 gemeenten in het  Landkreis Nordwestmecklenburg in de Duitse deelstaat Mecklenburg-Voor-Pommeren. Het Amt telt 10.925 inwoners. Het bestuurscentrum bevindt zich in  Neukloster.

## Gemeenten
1. Bibow (376)
2. Glasin (795)
3. Jesendorf (503)
4. Lübberstorf (221)
5. Neukloster, stad * (4.020)
6. Passee (195)
7. Warin, stad (3.239)
8. Zurow (1.288)
9. Züsow (288)